# 中村宿

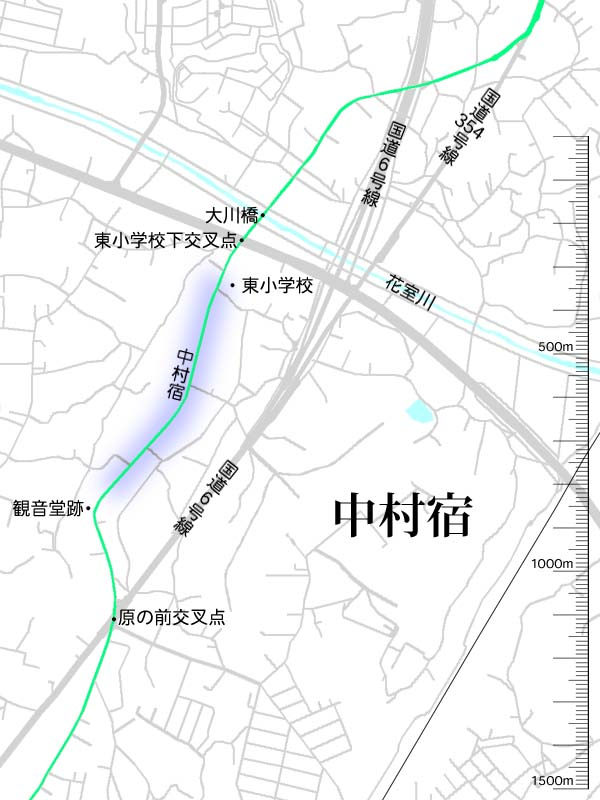
中村宿の現代地図に旧水戸街道の道筋を重ねた地図。

中村宿（なかむらしゅく）は、水戸街道の、千住宿から10番目の宿場町。
現在の茨城県土浦市中にあたる。宿場町は南西から北東にかけて数百メートルの範囲に広がっていた。家並みは50軒余りの小規模なものにすぎなかったが、本陣は置かれていたとされる（川村家）。
宿場町だった痕跡はほとんど残っていない。

## 周辺
- 観音堂跡 - 宿場の南のはずれにあったとされる。石仏などがまとめて置かれている。
- 大聖寺 - 北の宿場外、花室川を越えたところにある古刹で、伝承によると開山は995年とされる。

## 隣の宿
荒川沖宿 - 中村宿 - 土浦宿
- 荒川沖宿 - 中村宿は一里（約4キロ）。
- 中村宿 - 土浦宿は一里（約4キロ）。